# 藤原宗経
藤原 宗経（ふじわら の むねつね）は、平安時代後期から鎌倉時代前期にかけての貴族。

## 経歴
権大納言・藤原宗家の子。別名は宗国。
左近衛少将・右近衛中将などを歴任し、極位極官は従四位上・左近衛中将に至るが、後の松木家5代の当主ながら公卿昇進は叶わなかった。

## 系譜
- 父：藤原宗家
- 母：藤原能定の娘
- 妻：藤原仲頼の娘
  - 長男：藤原宗平（1197-1271）
- 生母不明の子女
  - 男子：藤原宗倫
  - 男子：藤原宗季
  - 男子：宗済
  - 女子：藤原教成室